# Bare Knuckles (film 1921)
Bare Knuckles è un film muto del 1921 diretto da James P. Hogan.

## Trama

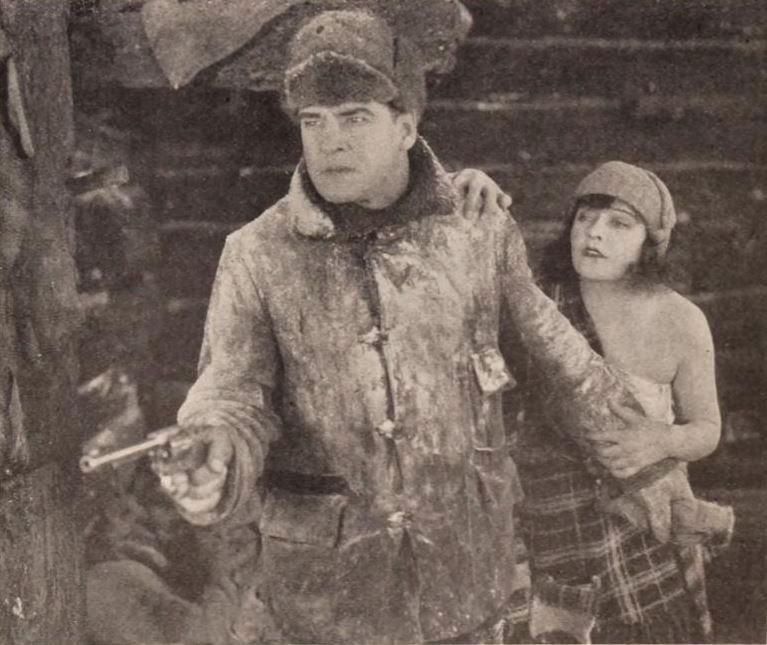
William Russell e Mary Thurman

Nei bassifondi di San Francisco, Tim McGuire è conosciuto come "il bruto", un soprannome largamente immeritato visto che Tim è un brav'uomo che si prende cura di Abie, un ex professore e di sua figlia, considerandoli come la propria famiglia. Un giorno, Tim salva da un'aggressione una ragazza dei quartieri alti, Lorraine Metcalf. Per ringraziarlo del suo atto coraggioso, il padre di Lorraine gli offre un lavoro, quello di supervisore nella costruzione di una diga. I lavori sono boicottati da una banda al soldo di un rivale di Metcalf. Uno degli impiegati tradisce la compagnia a favore della gang avversaria e, durante uno scontro, riesce a rapire Lorraine. Tim corre in soccorso della ragazza, salvando anche il campo che, minato, stava per saltare per aria.

## Produzione
Il film fu prodotto dalla Fox Film Corporation.

## Distribuzione

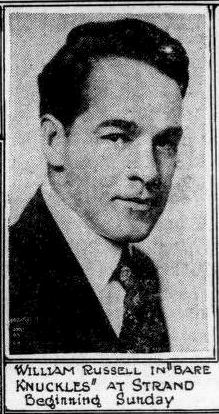
Pubblicità sul Duluth Herald (29 aprile 1922)

Il copyright del film, richiesto dalla Fox Film Corp., fu registrato il 20 marzo 1921 con il numero LP16324. Distribuito dalla Fox Film Corporation e presentato da William Fox, il film uscì nelle sale cinematografiche statunitensi il 20 marzo 1921.